# Saint-Mury-Monteymond
Saint-Mury-Monteymond è un comune francese di 357 abitanti situato nel dipartimento dell'Isère della regione dell'Alvernia-Rodano-Alpi.

## Società

### Evoluzione demografica
Abitanti censiti